# Calendrier mésoaméricain

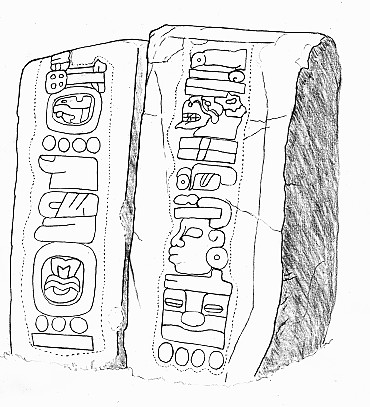
Cette stèle représente ce que l'on pense être les plus anciennes traces de calendrier mésoaméricain.

Le calendrier mésoaméricain est un système calendaire composé d'un calendrier solaire (appelé Haab chez les Mayas et Xiuhpohualli chez les Nahuas) et d'un calendrier sacré (appelé Tzolk'in chez les Mayas et Tonalpohualli chez les Nahuas), dont la structure était utilisée dans toute la Mésoamérique, bien qu'avec des variantes notables, notamment du point de vue du sens et de l'utilisation de ses éléments constitutifs.

## Unité
L'anthropologue allemand Paul Kirchhoff, inventeur du concept de Mésoamérique, considérait l'usage d'un même modèle de calendrier comme un des plus importants éléments caractéristiques de l'unité culturelle de cette aire.
Rafael Tena établit une distinction entre un archétype originel de calendrier mésoamericain et les différents calendriers concrets de Mésoamérique :

« De la misma manera se puede hablar de un solo calendario mesoamericano, aún admitiendo variantes particulares [...]. Dicho calendario surgió en Mesoamérica [...] durante el segundo milenio antes de nuestra era. Unos tres mil años después, en el momento de la conquista española, cada uno de los calendarios concretos de Mesoamérica tenía su propia historia que lo caracterizaba frente a los otros calendarios vigentes. En esa situación y en ese momento, todos los calendarios de Mesoamérica debieron confrontarse además con el calendario de los conquistadores europeos, el cual acabó por prevalecer. »

Joyce Marcus, quant à elle, sans nier l'existence d'une base commune, préfère insister sur la diversité des calendriers mésoaméricains : " Aunque comparten una base común, la civilización mesoamericana tuvo formas específicas de escritura y también cada una tuvo su calendario. Así, más que un calendario mesoamericano uniforme, lo que existía era un grupo de calendarios asociados a grupos específicos y con una distribución determinada" ; il se réfère ainsi à six aires culturelles associées à un calendrier propre : mexica, mixtèque, zapotèque, mixe-zoque, maya et une autre sans étiquette.

## Histoire
Le calendrier mésoaméricain n'a pas d'origine connue. Plusieurs théories[Lesquelles ?] sont avancées afin d'expliquer son origine. Un de ces théories est que le calendrier provient d'opérations mathématiques basées sur les nombres 13 et 20, dont le produit (13x20=260) est égal au nombre de jours du calendrier sacré.